# Bombay Vindaloo
"Bombay Vindaloo" je treća pjesma s EP izdanja Live at the Marquee (izdan 1993. godine) američkog progresivnog metal sastava Dream Theater. Pjesma je instrumentalna skladba i ne nalazi se ni na jednom od studijskih izdanja Dream Theatera, već je odsvirana uživo u Londonu 1993. godine.

## Izvođači
- John Petrucci - električna gitara
- John Myung - bas-gitara
- Mike Portnoy - bubnjevi
- Kevin Moore - klavijature

## Vanjske poveznice
- Službene stranice sastava Dream Theater